# Murale
Un murale (o impropriamente murales, derivato dal plurale spagnolo di mural) è un dipinto realizzato su una parete, un soffitto o altra larga superficie permanente in muratura. Il termine indica anche il genere di pittura, ed è divenuto celebre per il movimento artistico messicano noto come "muralismo".

## Descrizione

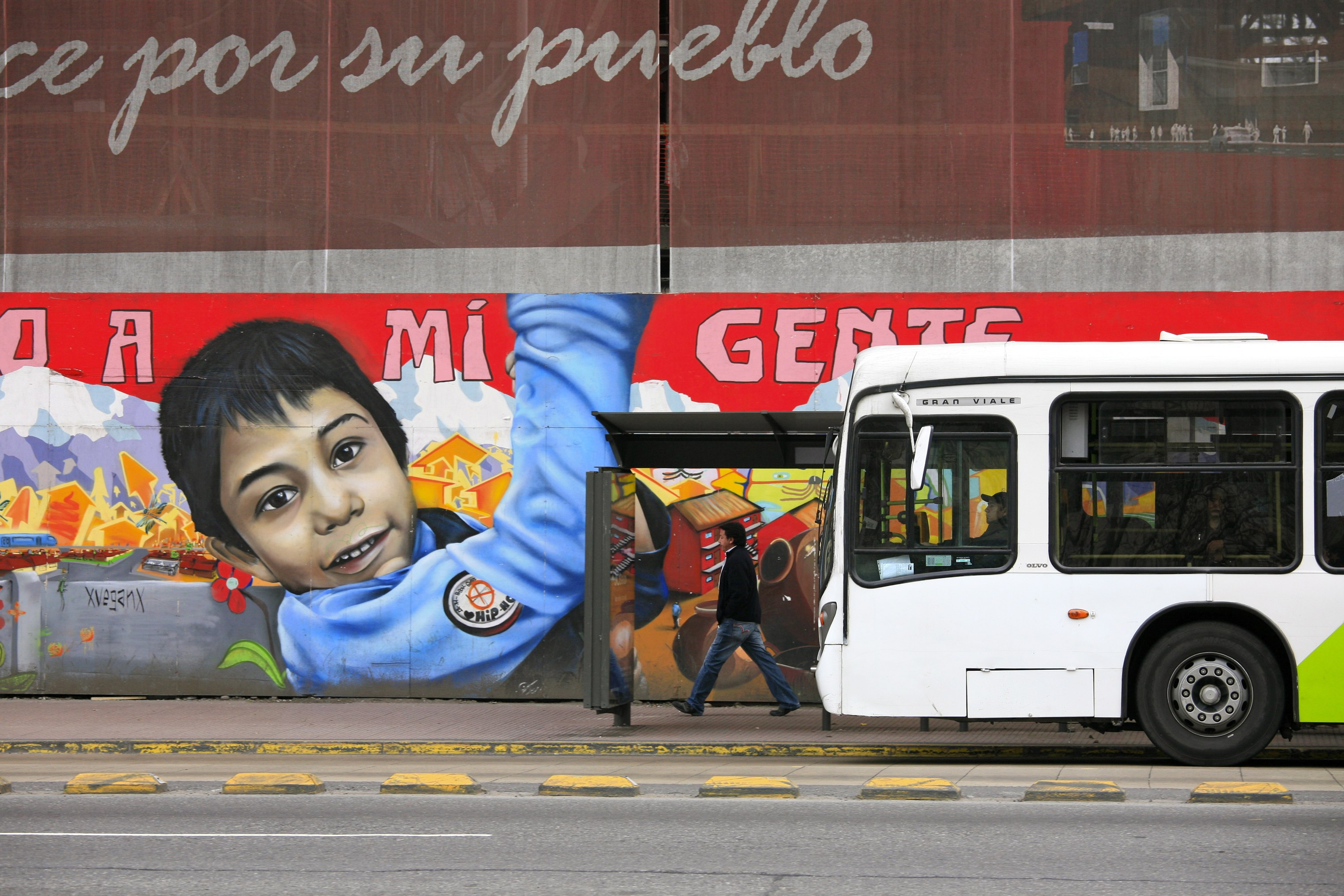
Un murale a Santiago del Cile

La pittura murale può essere realizzata con le stesse tecniche dell'affresco realizzato dipingendo con pigmenti stemperati in acqua su intonaco fresco. Soggetti dei murales possono essere spesso raffigurazioni allegoriche ispirate a motivi e ideali politici.
Il muralismo non coincide con il graffitismo. Quest'ultimo, come dice il termine, prevede come base la raffigurazione e lo studio di lettere che poi si sviluppano ingrandendosi e presentandosi in diversificate realizzazioni. I murales invece indicano dipinti non necessariamente legati a un "lettering".
Nati da movimenti di protesta come libere espressioni creative della popolazione contro il potere, nel tempo hanno sempre più assunto valore estetico, conservando talvolta anche un valore sociale. Oggi sono spesso commissionati da enti pubblici ed evidenziano l'identità del luogo, divenendo anche richiamo di turismo culturale.

## Nel mondo

### In Germania
In Germania a Berlino è coperta di murali la East Side Gallery.

### In Argentina
A Buenos Aires, Jorge Pomar infonde un'estetica pulita e fresca nelle crepe o nei pezzi di muro nascosti o persi tra gli edifici per creare i suoi murales.
A La Plata, il muralista Pablo Ramborger presenta grandi figure su sfondi contrastanti. Uno dei suoi murales è presente nel film OUT OF MIND del regista argentino Nicolás Isasi, dove interagisce con il personaggio principale.

### In Irlanda del Nord
Sono particolarmente noti quelli di Belfast e Derry che hanno incarnato la lotta del popolo irlandese per la propria indipendenza dal Regno Unito. Questi murali denotano un alto grado di artisticità e un elevato contenuto sociale e politico, mescolando soggetti tradizionali della cultura celtica e tematica di scottante attualità. Rappresentano a tutti gli effetti dei dolmen politici attorno ai quali la popolazione nazionalista nordirlandese si riconosce in una battaglia culturale per i propri diritti civili, sociali e politici.

### In Italia
Nel Nord Italia, il più famoso luogo di murali è Dozza, borgo medievale situato sulle colline imolesi, in Romagna. Qui i murali vengono dipinti sui muri delle case durante la "Biennale Muro Dipinto", iniziatasi nel 1965 e tuttora in essere. Nel piccolo paese di Prea in Piemonte i primi murali risalgono agli anni Duemila e generalmente illustrano scene di vita locale del passato. Dal 1980 anche a Cibiana di Cadore, nelle Dolomiti bellunesi, molte abitazioni hanno i muri coperti da murales che rappresentano tradizioni storiche locali. A Vicenza, su una parete del grattacielo "Everest", si trova un murale di 60 metri raffigurante il calciatore Paolo Rossi, opera dello street artist brasiliano Eduardo Kobra.
In Abruzzo ad Aielli e a Tufo di Carsoli sono stati realizzati diversi murali sulle pareti di edifici pubblici e privati dei borghi marsicani. Nel Sud Italia, a Satriano di Lucania, in Basilicata, è presente una vasta esposizione di murali sparsi per la vie del centro, opere di importante valore artistico e culturale che lo rendono uno dei borghi più influenti in questo settore. A Napoli, ci sono molti murales tradizionali con personaggi importanti di Napoli, tra cui il murales più famoso, il volto di Maradona. Un altro centro di produzione si trova a San Bartolomeo in Galdo nel Sannio. In Calabria, Diamante ospita oltre 150 murales di pittori e artisti italiani e internazionali nonché a Borgo Croce, frazione di Fiumara e Melito di Porto Salvo.
Da febbraio 2023 un murale dell'artista romano Maupal,  divenuto famoso nel 2014 son l'opera murale "Super Pope", da titolo "Spinta per la Pace" , completato da due piccoli ricoverati, abbellisce i muri dell'Ospedale Bambino Gesù di Roma. Altri murali dell'artista abbelliscono  la sede FIGC di Coverciano e altri posti.
In Puglia, a San Marzano ci sono i Murales Story, circa 50 opere che raffigurano antichi mestieri. In Sardegna è Orgosolo a fregiarsi del titolo di uno dei paesi più artistici, con i suoi caratteristici murales che richiamano annualmente migliaia di turisti. Sempre in Sardegna va ricordato il paese museo di San Sperate con il suo vasto patrimonio di murales, realizzati in gran parte da Pinuccio Sciola.
I murales sono presenti anche a Rocca di Papa, cittadina alle porte di Roma. In Sicilia a Borgo Parrini a Partinico.

### In Palestina
In Palestina è a tratti ricoperta da murali la barriera di separazione israeliana.

## Galleria d'immagini

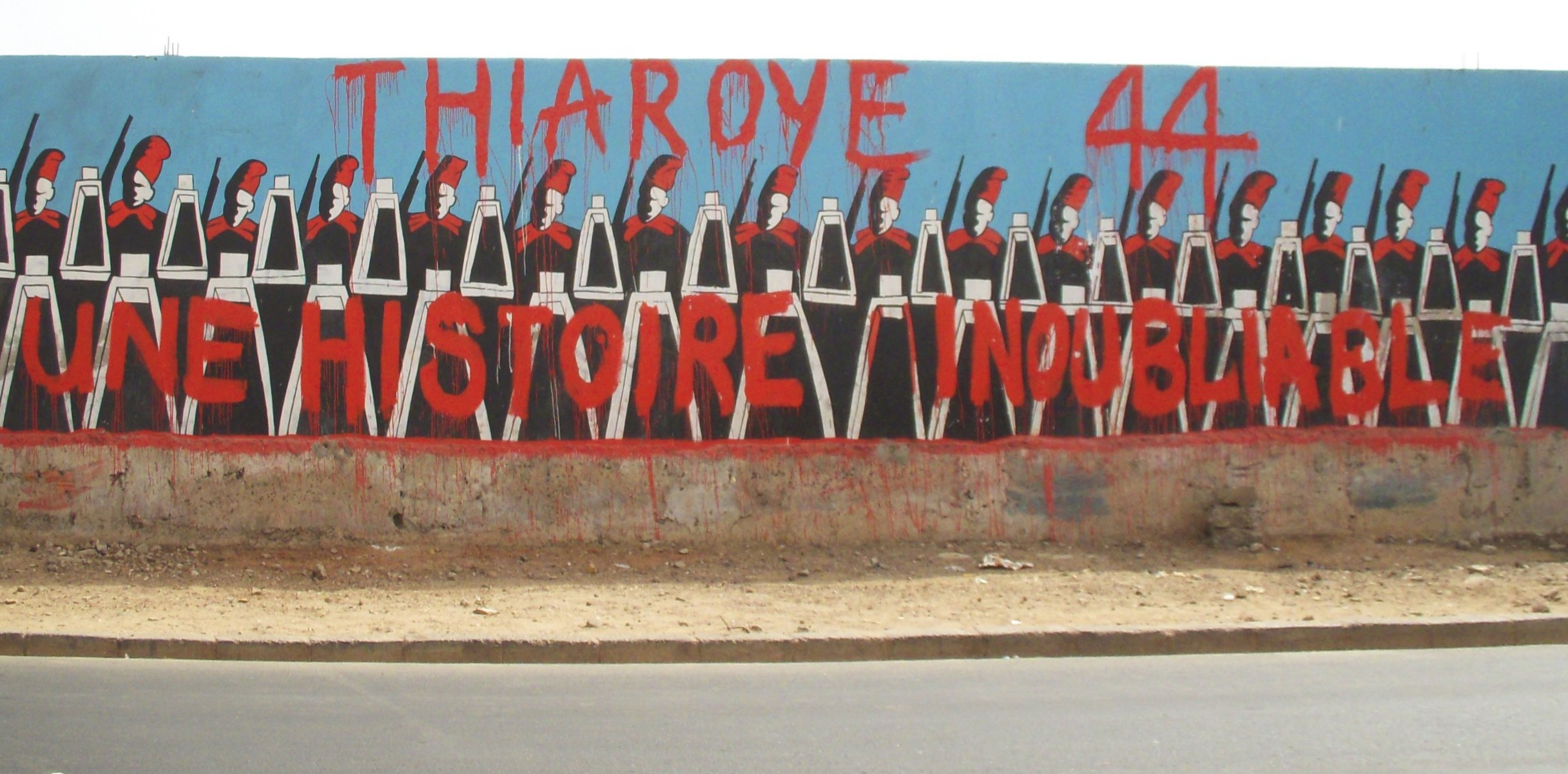
Un murale a Dakar (Senegal) che ricorda il massacro di Thiaroye (1944)
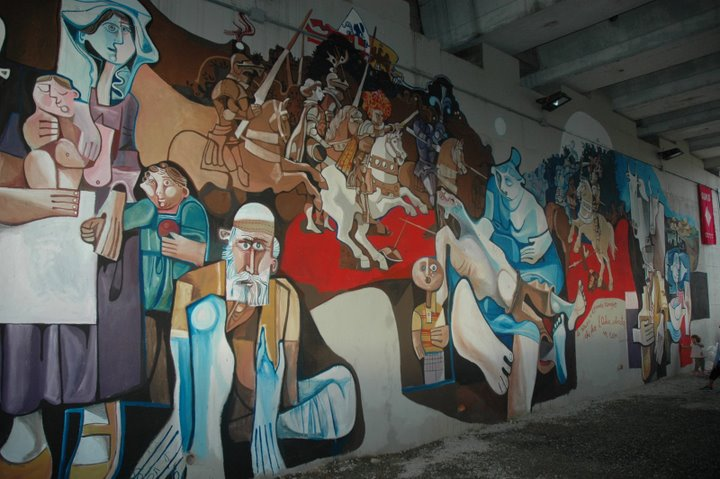
Murale di Francesco Del Casino a Taverne d'Arbia, Siena
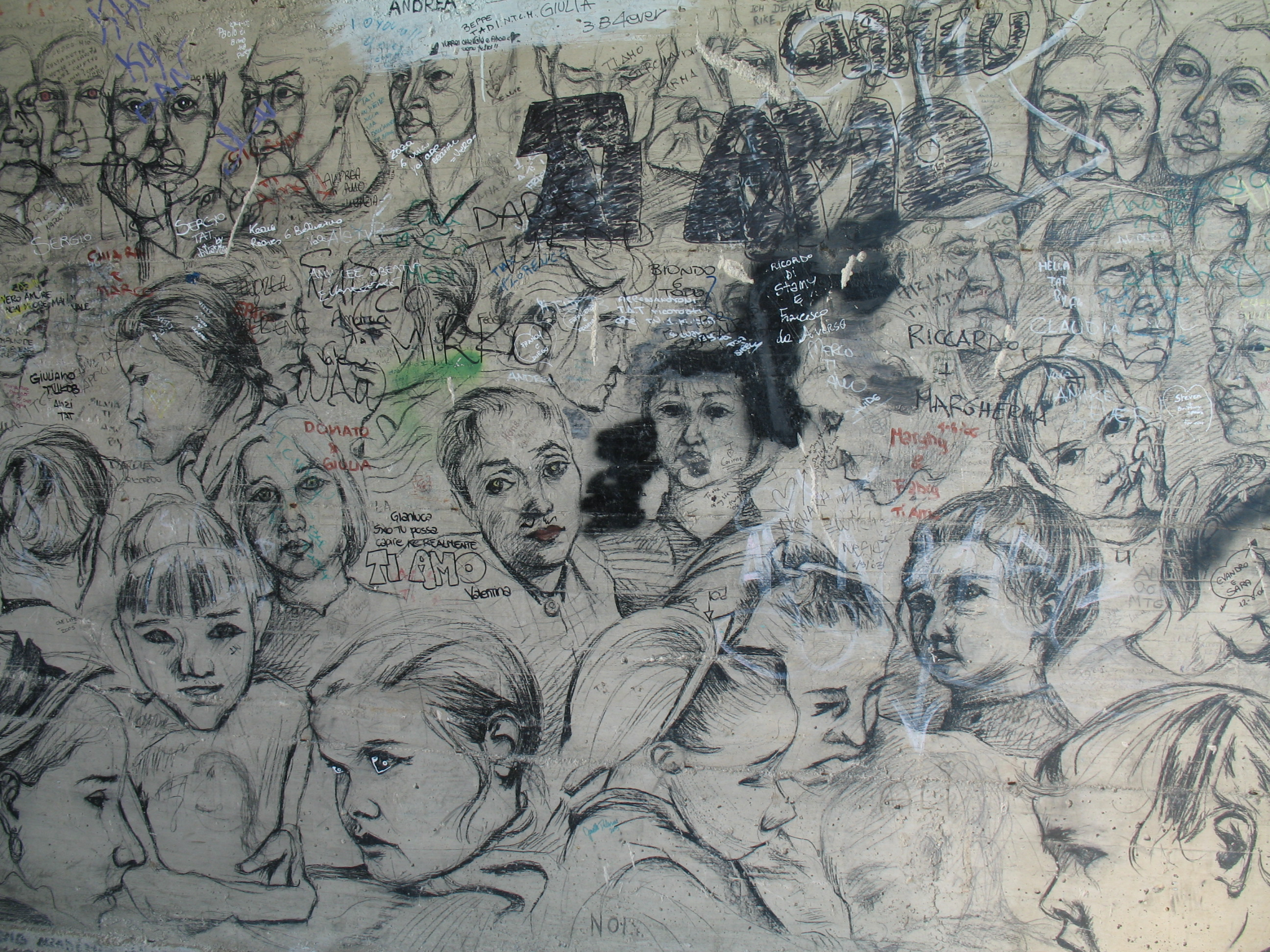
Murale sulla via dell'Amore nelle Cinque Terre
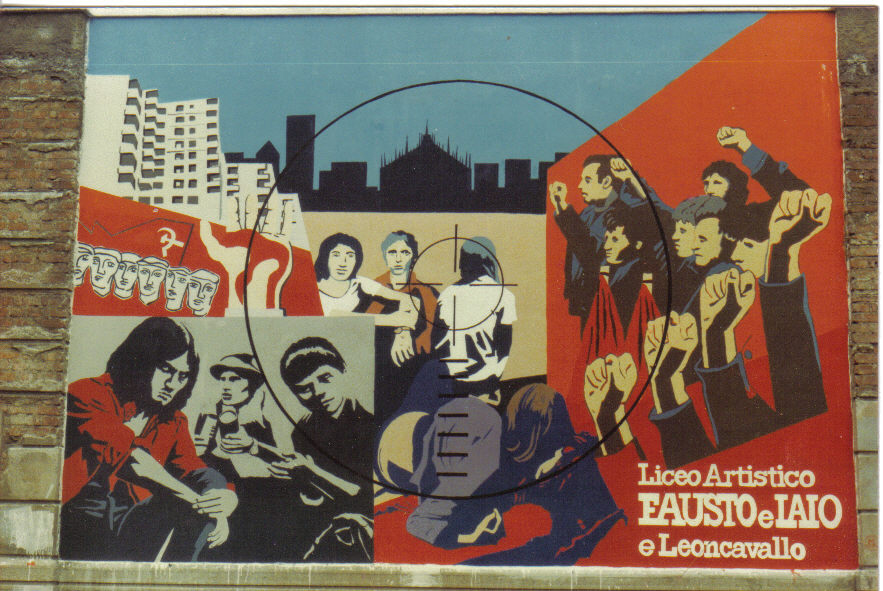
Milano, via Mancinelli, 1979: il murale realizzato nel luogo dove sono stati uccisi Fausto e Iaio
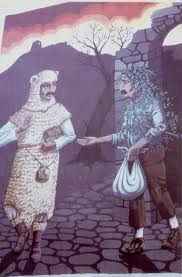
Murale su L'orso e il Romita, personaggi caratteristici del Carnevale di Satriano di Lucania, Potenza
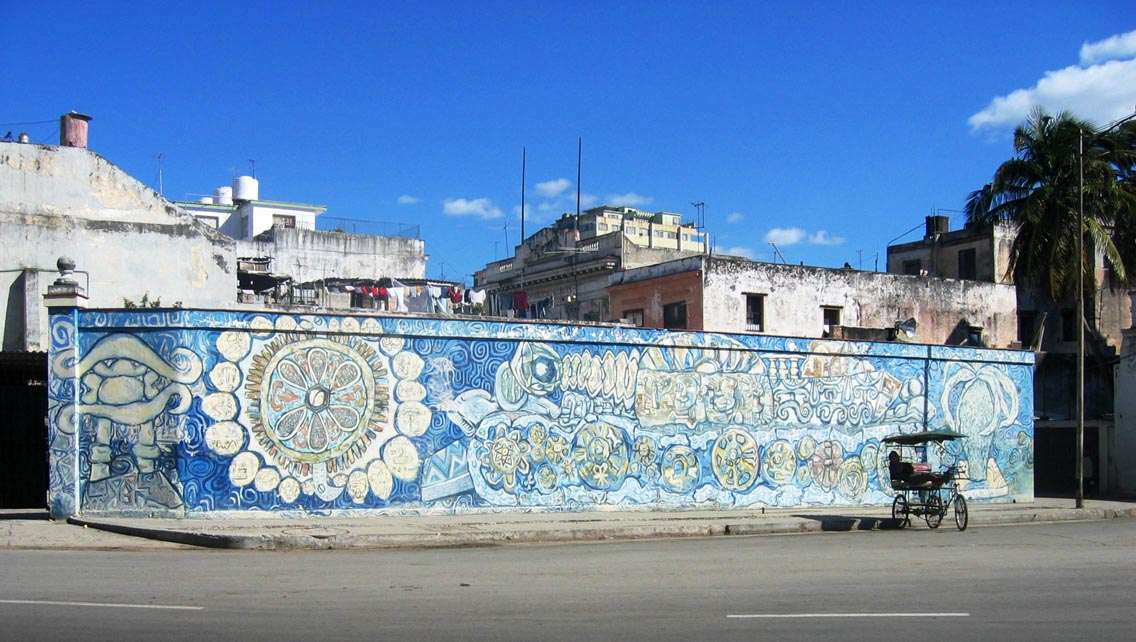
Un murale a l'Avana, Cuba
Murale dedicato a Grazia Deledda e Maria Carta, Sardegna
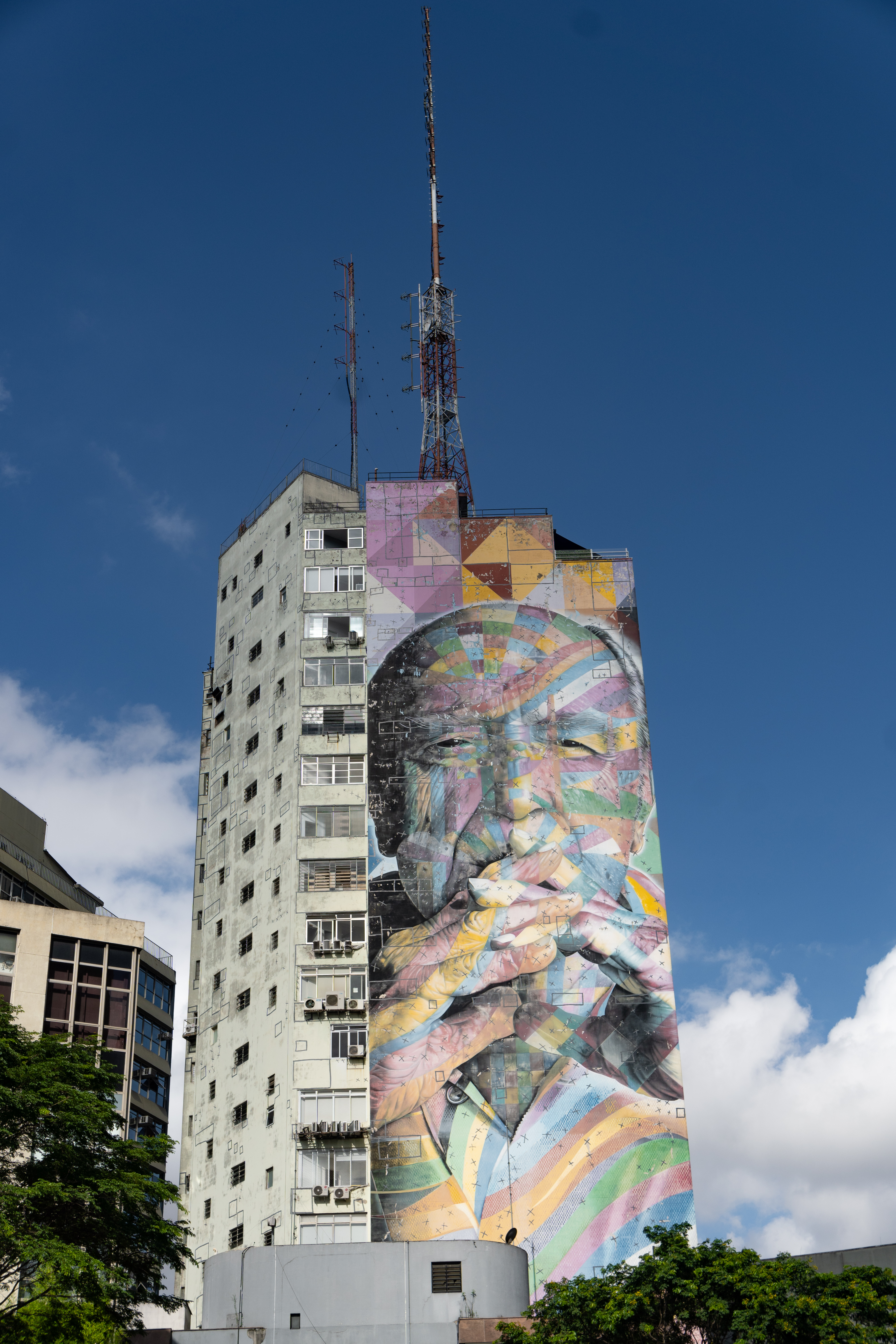
Ritratto di Oscar Niemeyer, opera di Eduardo Kobra su un edificio di San Paolo del Brasile